# Церковь Святого Аманда (Томри)
Церковь Святого Аманда (фр. Église Saint-Amand de Thomery) — католический храм XIII века в коммуне Томри (департамент Сена и Марна, Франция). Освящён в честь Святого Аманда, епископа Маастрихтского. Находится в собственности коммуны.
Возведённая в XIII веке, церковь затем неоднократно подвергалась переделке. В XVII веке была проведена её реставрация. В 1948 году постройка включена в реестр исторических памятников Франции.
Над входом на фронтоне размещено скульптурное изображение святого епископа. Внутри храм украшен витражами разных эпох.